# صابر میرقربانی
صابر میرقربانی (زاده ۱۷ سپتامبر ۱۹۸۳ بابلسر) بازیکن سابق و مربی فوتبال اهل ایران است. وی هم اکنون سرمربی شهدا بابلسر می باشد.
وی همچنین در تیم ملی فوتبال ایران بازی کرده‌است.